# Berlin-Waidmannslust
Berlin-Waidmannslust [vaɪ̯tmansˈlʊst]  est un des onze quartiers de l'arrondissement de Reinickendorf dans la capitale allemande.

## Géographie
Le quartier très urbain s'étend sur 2,3 km2.

## Histoire
Waidmannslust est intégré à Berlin en tant que quartier le 1er octobre 1920 à l'occasion de la réforme territoriale du Grand Berlin. Entre 1921 et 2001, il faisait partie du district de Reinickendorf, renommé Arrondissement de Reinickendorf en 2001.

## Population
Le quartier comptait 10 853 habitants le 1er janvier 2017 selon le registre des déclarations domiciliaires, c'est-à-dire 4 719 hab./km2.